# 太田洋治
太田 洋治（おおた ようじ、1981年4月2日 - ）は、日本の元ラグビー選手。

## プロフィール
- 大阪府出身。
- ポジションはセンター(CTB)。
- 身長 174cm、体重 81kg

## 来歴
2000年、天理高校卒業後、帝京大学に入る。なお天理高校時代、高校日本代表に選ばれたことがある。　　
2004年、帝京大学卒業後、近鉄ライナーズに加入。同年12月25日に行われたジャパンラグビートップリーグ第11節の三洋電機ワイルドナイツ戦に途中出場で公式戦初出場を果たす。
2009年、現役を引退した。